# 独裁者 (头衔)

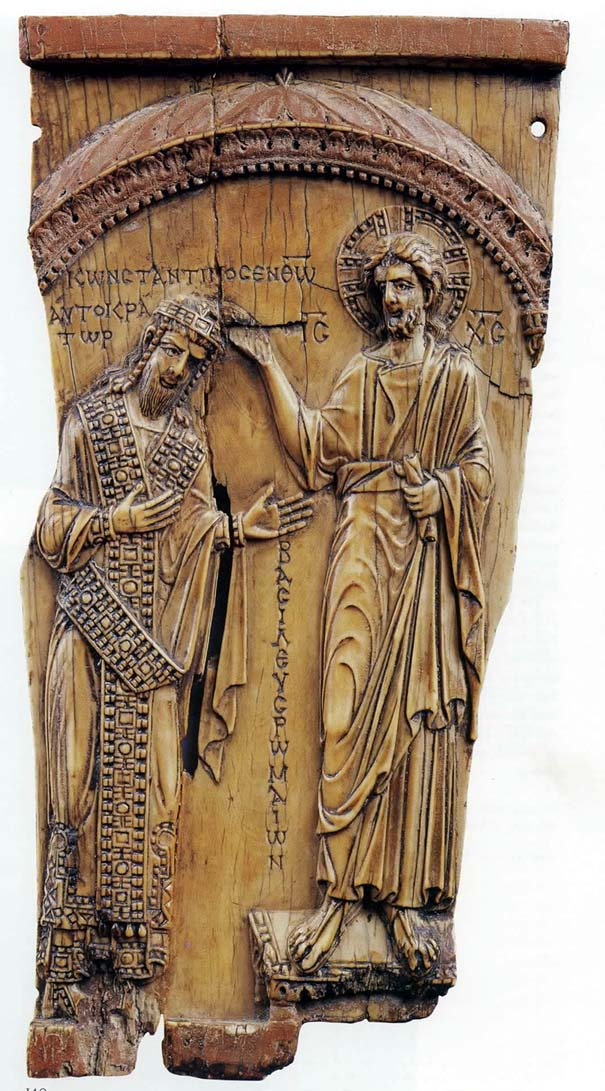
君士坦丁七世受到耶稣加冕的象牙饰板，刻有“君士坦丁，上帝（忠实的）罗马人的巴西琉斯及独裁者”

独裁者（希腊语：αὐτοκράτωρ，拉丁转写：autokrátōr，直译为“自我统治者，独断统治”；古希腊语发音：[au̯.to.krá.tɔːr]，中古希腊语发音：[af.toˈkra.tor]；复数形式：αὐτοκράτορες，autokrátores；该词由αὐτός，autós“自我”+κράτος，krátos“统治、权力”组合而成）是希腊语词，诞生于古典时期，后来成为拉丁语头衔英白拉多（imperator）的希腊语翻译，用来形容最高军事统帅以及引申意的罗马（拜占庭）皇帝，成为拜占庭皇帝头衔的一部分。该词也因与拜占庭君主专制模式的联系而成为许多欧洲语言中的术语独裁（如英语的autocracy）的词源。现代希腊语中，该词意为“皇帝”，阴性形式αὐτοκράτειρα，现代希腊语发音：[af.toˈkra.ti.ra]）。

## 古希腊
独裁者头衔最早出现在公元前五世纪的古典希腊时期，用于已授予独立权力的将军（Strategos，στραταγός），即独裁（全权）将军（στρατηγός αὐτοκράτωρ，stratēgós autokrátōr）。在雅典城邦，独裁（全权）将军是被授予自主指挥权力的将领，即被允许事先未与公民大会商讨的情况下做出某些军事和外交决策。当然只有当将领预期会在远离雅典本土的海外地区行动时，例如西西里远征期间才会被赋予这种特权。尽管如此，当将领返回本土后依旧要为自己的决策对公民大会负责。类似的做法也被其他希腊城邦效仿，例如叙拉古，数位僭主独裁统治的权力基础正是来源于将军的效忠。各种城邦同盟也会委任独裁（全权）将军统领联军，例如马其顿王国的腓力二世联合希腊南部诸城邦组建科林斯同盟，宣布自己为联盟霸主（hēgemṓn，ἡγεμών）和独裁（全权）将军，之后其子亚历山大大帝也获得了这个职位。独裁者也用于指代全权委托大使（presbeis autokratores，πρεσβηῐ́ς αὐτοκράτορες）。
伊朗语支的术语“hwatā́wā（领主，君主；主要用来形容独裁统治者）”可能也是特意从独裁者autokrátōr借用而来（大概在希腊化时代产生）。

## 罗马及其后的拜占庭
伴随着罗马共和国的崛起，希腊历史学家借用“独裁（将军）”一词翻译各种罗马术语：波利比乌斯借用该词翻译独裁官头衔，而普鲁塔克借用该词的引申意（独裁）来翻译拥有胜利头衔的大将军（Imperator，英白拉多）。罗马帝国时期，英白拉多成为罗马皇帝头衔的一部分，官方确立独裁者（autokrátōr）为英白拉多的希腊语翻译，直到629年皇帝希拉克略完全放弃使用拉丁语头衔而改用希腊语头衔巴西琉斯（basileús，βασιλεύς） 。
在东罗马（拜占庭）帝国，独裁者一词仍然保留了下来，并以皇帝及独裁者（basileús [kai] autokrátōr，βασιλεύς [καὶ] αὐτοκράτωρ）的形式出现（不晚于9世纪初），它是出现数位共治皇帝（symbasileîs，συμβασιλεῖς）时实权皇帝的头衔。到巴列奥略王朝时期，独裁者头衔也用于指定的继承人。从912年的拜占庭钱币、11世纪的帝国金玺诏书以及大量的泥金装饰手抄本都证明了该头衔的存在。而独裁（全权）将军一词依然在拜占庭时代使用，该头衔盛行于在六世纪（例如贝利撒留）而后在十至十一世纪再次作为高级指挥官头衔出现，例如巴西尔二世任命大卫·阿里阿尼忒斯为保加利亚独裁（全权）将军，这也意味着阿里阿尼忒斯拥有指挥巴尔干北部其他地区将军的权力。

## 其他国家
受拜占庭帝国影响的国家，如格鲁吉亚和巴尔干诸国，特别是后来的俄罗斯沙皇国都效仿了帝国的头衔。
- “全东方和西方的独裁者（英白拉多）”（მბრძანებელი ყოვლისა აღმოსავლეთისა და დასავლეთისა）：巴格拉季昂王朝的格鲁吉亚国王的头衔之一[10]，该头衔在大卫四世时期被引入，一直保持到乔治八世（英语：George VIII of Georgia）时期统一的格鲁吉亚王权分裂（英语：Triarchy and collapse of the Kingdom of Georgia）并于1490年正式解体。

- “保加利亚人和希腊人的皇帝（凯撒）及独裁者”（Цар и самодържец на българи и гърци）：保加利亚第二帝国的君主使用“保加利亚人的皇帝（凯撒）”头衔，其统治之初头衔还加有“和弗拉赫人（瓦拉几亚人）”。到伊凡·阿森二世在1230年克洛科特尼察战役（英语：Battle of Klokotnitsa）后进一步扩大了对过去拜占庭帝国欧洲领土的控制[註 3]，采用了“全保加利亚人和希腊人的皇帝（凯撒）及独裁者”的头衔，该头衔最初来源于第一帝国西美昂一世（统治时间：893-927年）的头衔“保加利亚人和罗马人的皇帝（巴西琉斯）”（василевс на българите и ромеите）[11]。

- “塞尔维亚和罗马尼亚的皇帝（巴西琉斯）及独裁者”（βασιλεὺς καὶ αὐτοκράτωρ Σερβίας καὶ Ῥωμανίας）：塞尔维亚王国斯特凡·杜尚在1345或1346年宣称皇帝头衔，该头衔希腊语为“塞尔维亚与罗马尼亚的巴西琉斯及独裁者”；塞尔维亚语为“塞尔维亚人、希腊人和保加利亚人的皇帝（凯撒）”（цар Срба и Грка и Бугара），其中使用“罗马尼亚”（罗马人的土地，即拜占庭帝国）而非通常拜占庭皇帝头衔前缀“罗马人的”。尽管斯特凡·杜尚宣称皇位直接继承自君士坦丁大帝以来的拜占庭帝国（罗马尼亚的皇帝），但他未能掌控君士坦丁堡和受普世牧首加冕也意味着其帝位的合法性的缺失[12]。

- “全（俄）罗斯的皇帝（英白拉多）及独裁者”（Императоръ и Самодержецъ Всероссійскій）：从1721年帝国建立[註 4]至1917年君主制倒台，俄罗斯君主采用的头衔。其中独裁者头衔在斯拉夫语族中分别译为：保加利亞語：，samodarzhets；塞爾維亞語：，samodržac；俄语：，samoderzhets。

## 引用
1. ↑  Pritchett, William Kendrick. . University of California Press. 1974: 42  [2021-05-17]. ISBN 978-0-520-02565-3. （原始内容存档于2021-05-12）.
2. ↑  Diodorus Siculus, Bibliotheca historica XVI.89.1–3
3. ↑  Diodorus Siculus, Bibliotheca historica XVII.4.9; 阿里安, 《亚历山大远征记》, I.1.1–3
4. ↑  安多基德斯, On the Peace with Sparta
5. ↑  Meillet, Antoine. . Mémoires de la Société de Linguistique de Paris. 1911, 17: 242–250 （法语）. (repr. in: Études de linguistique et de philologie arméniennes II, Louvain, 1977, pp. 142–150)
6. ↑  Polybius, Histories, III.86.7
7. 1 2  Kazhdan, Alexander (编). . Oxford University Press. 1991: 235. ISBN 978-0-19-504652-6.
8. ↑  Kazhdan, Alexander (编). . Oxford University Press. 1991: 1964. ISBN 978-0-19-504652-6.
9. ↑  Stephenson, Paul. . Cambridge University Press. 2003: 39. ISBN 978-0-521-81530-7.
10. ↑  Lordkipanidze, Mariam Davydovna; Hewitt, George B. (1987), Georgia in the XI-XII Centuries, Ganatleba Publishers: Tbilisi.
11. ↑  Božilov, Ivan. . Laiou, Angeliki E.; Morrisson, Cécile  (编). . Presses universitaires de France. 2011: 343–354 (esp. 345, 346–348). ISBN 978-2-13-052008-5 （法语）.
12. ↑  Maksimović, Ljubomir. . Laiou, Angeliki E.; Morrisson, Cécile  (编). . Presses universitaires de France. 2011: 323–342 (esp. 333–336). ISBN 978-2-13-052008-5 （法语）.